# Euryurus cingulatus
Euryurus cingulatus är en mångfotingart som beskrevs av Hoffman 1978. Euryurus cingulatus ingår i släktet Euryurus och familjen Aphelidesmidae. Inga underarter finns listade i Catalogue of Life.